# Paweł Iwanow (generał)
Paweł Iwanow (ros. Павел Иванов ; ur. ok. 1850, zm. 1902) – rosyjski generał, administrator pałaców carskich w Spale, prezes Warszawskich Teatrów Rządowych w latach 1898-1901.  
Początkowo pełnił funkcję zarządcy obszaru Księstwa Łowickiego oraz cesarskiego pałacyku myśliwskiego w Spale. W tym okresie uczestniczył w pracach nad kanalizacją w posiadłości. Od 12 stycznia 1898 do 15 lipca 1901, będąc wciąż zarządcą pałaców cesarskich, piastował stanowisko prezesa dyrekcji Warszawskich Teatrów Rządowych. Zasłużył się pozyskaniem subwencji rządowej na potrzeby teatru.